# Specht (Familienname)
Specht ist ein deutscher Familienname.

## Namensträger

### A
- André Specht (* 1972), deutscher Politiker (CDU)
- August Specht (1849–1923), deutscher Maler

### B
- Bruno Specht (1856/1857–nach 1915), deutscher Architekt
- Barbara Specht, Pseudonym von Barbara van Poortvliet

### C
- Carl Specht (1870–1946), deutscher Sänger, Chorleiter und Musikschulgründer
- Cecelia Specht (* 1967), US-amerikanische Schauspielerin
- Christian Specht (Theologe) (1647–1706), deutscher evangelischer Theologe
- Christian Specht (Jurist) (1707–1758), deutscher Jurist
- Christian Specht (Politiker) (* 1966), deutscher Politiker (CDU)
- Christian Specht (Aktivist) (* 1969), deutscher behinderter Aktivist
- Christian Specht (Filmproduzent), deutscher Filmproduzent
- Christoph Specht (Theologe) (1599–1657), deutscher Theologe
- Christoph Specht (Rennfahrer) (1938–2019), deutscher Motocrossfahrer
- Christoph Specht (Mediziner) (* 1961), deutscher Arzt, Medizinjournalist und Filmemacher
- Christoph Specht (Musiker) (* 1972), deutscher Musiker und Musikwissenschaftler

### E
- Edith Specht (* 1943), österreichische Althistorikerin
- Elisabeth Specht (1912–2002), deutsche Pfarrerin
- Emil Specht (1910–1960), deutscher Tontechniker
- Erich Specht (1926–2016), deutscher Kommunalpolitiker, Bürgermeister von Schwäbisch Hall
- Ernst Specht (Schauspieler) (* 1937), deutscher Schauspieler
- Ernst Christian Specht (1739–1803), deutscher Maler und Silhouettenschneider
- Ernst Konrad Specht (1926–2010), deutscher Philosoph

### F
- Felix Specht (1850–nach 1922), deutscher Richter
- Franz Specht (Sprachwissenschaftler) (1888–1949), deutscher Sprachwissenschaftler
- Franz Specht (Politiker) (1891–1964), deutscher Politiker (SPD)
- Friedrich von Specht (1803–1879), deutscher General und Autor
- Friedrich Specht (Orgelbauer) (1808–1865), deutscher Orgelbauer
- Friedrich Specht (Tiermaler) (1839–1909), deutscher Maler, Bildhauer und Lithograf
- Friedrich von Specht (Jurist) (1860–1930), deutscher Jurist und Präsident des Reichspatentamts
- Friedrich Specht (Mediziner) (1924–2010), deutscher Psychiater und Psychotherapeut
- Friedrich Karl von Specht (1793–1877), deutscher Offizier
- Fritz Specht (Mediziner) (1890–1972), deutscher HNO-Arzt und Hochschullehrer
- Fritz Specht (Schriftsteller) (1891–1975), deutscher Schriftsteller

### G
- Gerhard Specht (* 1943), deutscher Journalist und freier Autor
- Gert Specht (1925–2018), deutscher Chirurg
- Günter Specht (* 1940), deutscher Wirtschaftswissenschaftler und Hochschullehrer
- Günther Specht (* 1961), deutscher Informatiker und Hochschullehrer
- Gustav Specht (Mediziner) (1860–1940), deutscher Psychiater und Hochschullehrer
- Gustav Specht (Schriftsteller) (1885–1956), deutschbaltischer Schriftsteller und Übersetzer

### H
- Hanns Specht (1888–1985), deutscher Verwaltungsjurist
- Hans von Specht (1825–1913), deutscher Offizier und Farmer
- Hans-Georg Specht (* 1940), deutscher Politiker (CDU)
- Hans Joachim Specht (1936–2024), deutscher Physiker
- Harald Specht (* 1951), deutscher Lebensmittelchemiker und Autor
- Heinrich Specht (1885–1952), deutscher Politiker (SPD)
- Heike Specht (* 1974), deutsche Autorin
- Hellmut von Specht (* 1941), deutscher Physiker, Audiologe und Hochschullehrer
- Helmut Specht (1912–1981), deutscher Philatelist und Numismatiker
- Hermann Specht (1892–1968), deutscher Jurist und Politiker

### I
- Iurgen Hummes Specht (* 1991), brasilianischer Volleyballspieler

### J
- Jaques von Specht (1807–1878), hessischer Landrat
- Joachim Specht (1931–2016), deutscher Schriftsteller
- Johann von Specht (1791–1850), kurhessischer Generalmajor und Kommandeur der 1. Infanterie-Brigade
- Johann Specht (Politiker) (1872–1953), österreichischer Politiker (SPÖ)
- Johann Georg Specht (1721–1803), deutscher Baumeister
- Johann Lorenz Specht, eigentlicher Name von Hans Albert (Schauspieler) (1851–1912), deutscher Schauspieler und Theaterdirektor
- Josef Specht (1841–1896), deutscher Fabrikant
- Josef Anton Specht (1828–1894), deutscher Alpinist und Unternehmer
- Joseph von Specht (um 1737–1804), österreichischer Generalmajor
- Jule Specht (* 1986), deutsche Psychologin

### K
- Karl von Specht (1822–1899), deutscher Jurist
- Karl Specht (Jurist, 1900) (1900–??), deutscher Jurist
- Karl Specht (Geistlicher) (1932–2004), deutscher Ordensgeistlicher und Lebensmittelchemiker
- Karl Specht (Musiker) (1935–1999), österreichischer Gitarrist
- Karl August Specht (1845–1909), deutscher Schriftsteller, Redakteur und Herausgeber
- Karl Gustav Specht (1916–1980), deutscher Soziologe und Hochschullehrer
- Karl Wilhelm Specht (1894–1953), deutscher General der Infanterie
- Kerstin Specht (* 1956), deutsche Bühnenautorin

### L
- Léonard Specht (* 1954), französischer Fußballspieler
- Lorenz Specht (1931–2016), deutscher Motorradsportler
- Lotte Specht (1911–2002), deutsche Fußballpionierin
- Louisa Specht-Riemenschneider (* 1985), deutsche Rechtswissenschaftlerin und Hochschullehrerin

### M
- Michael Specht (* 1976), deutscher Schauspieler
- Michaela Specht (* 1997), deutsche Fußballspielerin
- Minna Specht (1879–1961), deutsche Pädagogin
- Monika Specht-Tomann (* 1950), österreichische Psychologin und Psychotherapeutin

### O
- Otto Specht (1877–1952), deutscher Unternehmer

### P
- Paul Specht (1895–1954), US-amerikanischer Bandleader
- Peter Specht (1860–1958), Bürgermeister von Schwalbach 1913–1930
- Philipp Ludwig Specht (1796–1872), deutscher Landwirt und Abgeordneter

### R
- Rainer Specht (* 1930), deutscher Philosoph
- Raymond Specht (1924–2021), australischer Botaniker
- Reinhold Specht (1893–1960), deutscher Archivar
- Richard Specht (1870–1932), österreichischer Lyriker, Dramatiker und Schriftsteller
- Roland Specht (* 1968), deutscher Pokerspieler
- Rolf Specht (Pädagoge) (1902–1974), deutscher Lehrer und Schulleiter
- Rolf Specht, Geburtsname von Rolf Römer (Schauspieler) (1935–2000), deutscher Schauspieler und Regisseur
- Rudolf Specht (* 1958), deutscher Biologe und ornithologischer Fachautor

### S
- Susanne Specht (* 1958), deutsche Bildhauerin
- Sybille Specht (* 1970), deutsche Sängerin
- Sylvia Specht (* 1966), deutsche Tischtennisspielerin

### T
- Thomas Specht (1847–1918), deutscher katholischer Theologe und Gymnasiallehrer
- Tim Specht (* 1975), deutscher Eishockeyspieler

### W
- Walter von Specht (1855–1923), deutscher Kammerherr und Generalmajor
- Walter Specht (1907–1977), deutscher Chemiker und Kriminologe
- Walther Specht (Heimatforscher) (1873–1948), deutscher Archivar, Heimatforscher und Museumsgründer
- Walther Specht (1938–2021), deutscher Erziehungswissenschaftler
- Werner Specht (* 1942), deutscher Maler, Liedermacher und Autor
- Wilhelm von Specht (1838–1910), deutscher Generalmajor
- Wilhelm Specht (Mediziner) (1874–1945), deutscher Psychiater und Kriminalpsychologe in München
- Wilhelm Specht (Mathematiker) (1907–1985), deutscher Mathematiker
- Wilhelm Specht (Kaufmann) (1910–1986), deutscher Kaufmann und Verbandsfunktionär
- Wolfgang Specht (* 1959/1960), deutscher Jurist und Richter